# Winifreda
Winifreda is een plaats in het Argentijnse bestuurlijke gebied Conhelo in de provincie La Pampa.

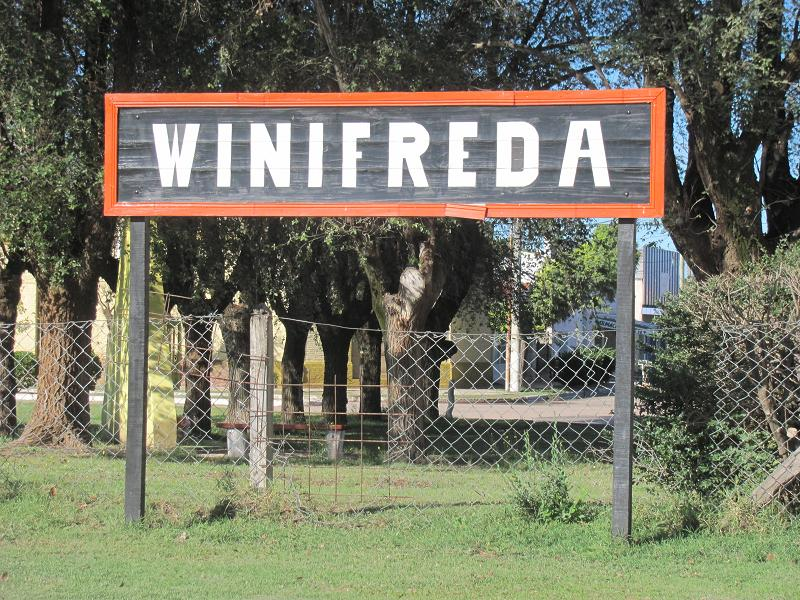
Winifreda